# Fritz Bergau
Fritz Bergau (* 29. Juli 1894 in Berlin; † 10. Dezember 1941 im Zuchthaus Gollnow) war ein deutscher Kommunist und Widerstandskämpfer gegen den Nationalsozialismus.

## Leben

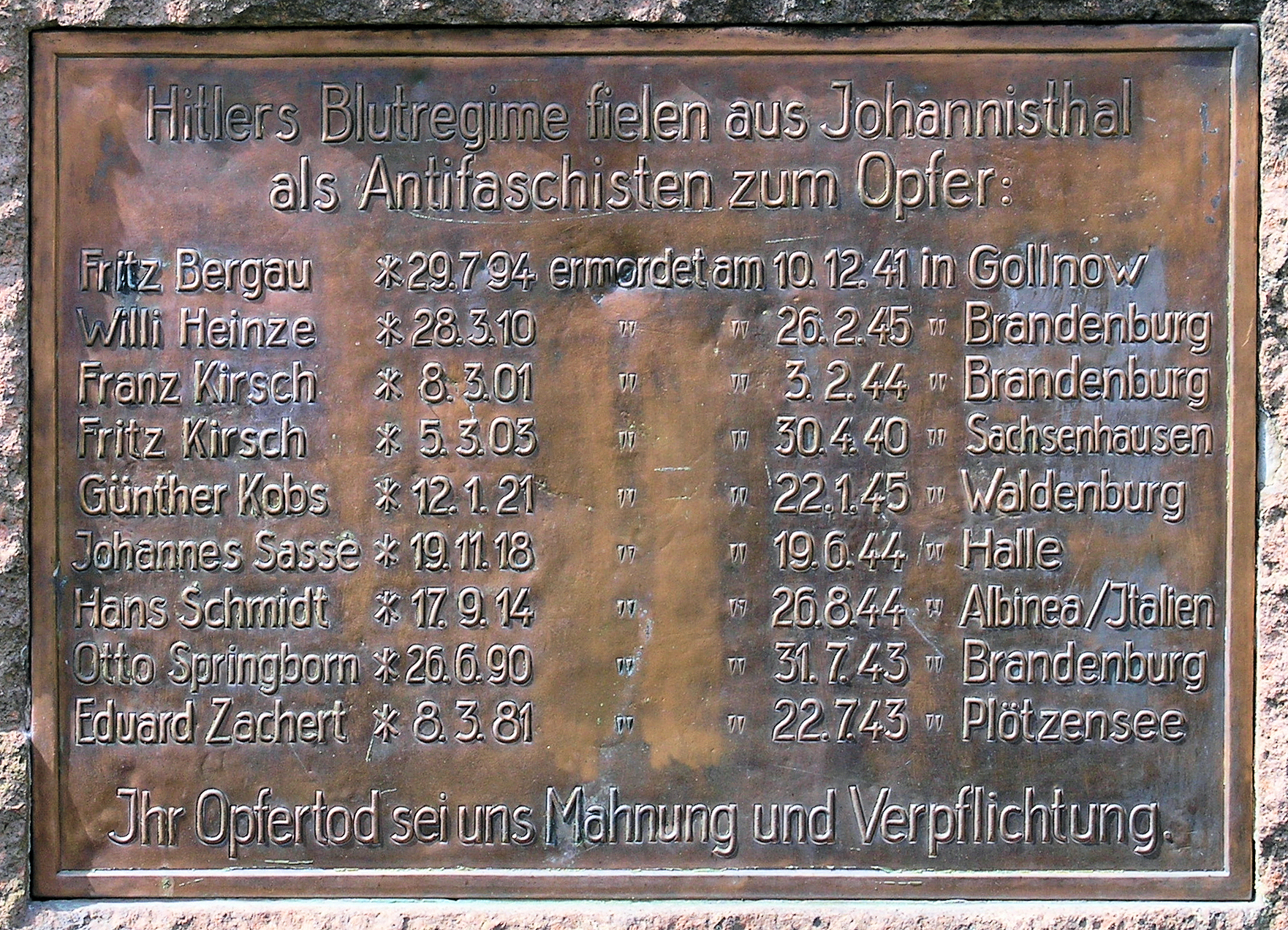
Gedenktafel, Albineaplatz, Berlin-Johannisthal

Bergau, von Beruf Buchdrucker, war bereits vor 1933 in der KPD organisiert. Nach der „Machtergreifung“ der Nationalsozialisten war er für den illegalen KPD-Unterbezirks Berlin-Südost (Stadtteil II) tätig. Zusammen mit Friedrich Kuntzsch war er am Aufbau einer illegalen Betriebsgruppe in der Buchdruck- und Verlagsanstalt Albert Frisch beteiligt. Die Gruppe war bis Mai 1936 tätig. Bergau verbreitete unter anderem illegale Schriften und sammelte Geld für politische Häftlinge. Ab 1935 bildete er zusammen mit Martha Paucke und Karl Wegener die Stadtteilleitung.
Am 24. November 1937 wurde Bergau wegen illegaler politischer Betätigung verhaftet und 1938 vom „Volksgerichtshof“ zu vier Jahren Zuchthaus verurteilt. Bergau starb im Zuchthaus Gollnow an den Folgen der Haftbedingungen.

## Ehrungen
- Ein Denkmal für Opfer des Nationalsozialismus in Berlin-Johannisthal (Sterndamm/Ecke Heuberger Weg) aus dem Jahre 1949 erinnert an Fritz Bergau sowie sieben weiteren NS-Opfern aus Johannisthal (Willi Heinze, die Brüder Fritz und Franz Kirsch, Günther Kobs, Johannes Sasse, Hans Schmidt, Otto Springborn und Eduard Zachert).[1]
- Seit 1966 erinnert die Bergaustraße an Fritz Bergau.[2] Die Straße wurde im Zusammenhang mit dem Wohnungsbau im Wohngebiet Berlin-Plänterwald angelegt. Die Witwe von Fritz Bergau wohnte zur Zeit der Benennung in dieser Straße.